# Xã Round Lake, Quận Jackson, Minnesota
Xã Round Lake (tiếng Anh: Round Lake Township) là một xã thuộc quận Jackson, tiểu bang Minnesota, Hoa Kỳ. Năm 2010, dân số của xã này là 166 người.

## Lịch sử
Xã Round Lake được thiết lập vào năm 1869.